# Jul Gordon
Jul Gordon (* 1982 in Lüneburg) ist eine deutsche Comiczeichnerin und Illustratorin.

## Biographie
Jul Gordon studierte von 2003 bis 2008 Illustration an der Hochschule für Angewandte Wissenschaften in Hamburg bei Anke Feuchtenberger. Ihre Comics wurden in Anthologien und Magazinen wie Kultur & Gespenster, Le Monde diplomatique, Orang, Spring und Strapazin veröffentlicht. Zudem produziert sie Hefte in kleinerer Auflage im Selbstverlag. 2008 erschien ihr erstes Buch Candie Coloured Clown im Hamburger MamiVerlag.
Jul Gordon war 2016 Artist-in-Residence im MuseumsQuartier Wien.
Jul Gordon lebt und arbeitet in Hamburg.

## Veröffentlichungen (Auswahl)
- Candie Coloured Clown. MamiVerlag, Hamburg 2008, 184 Seiten, schwarz-weiß, Klappenbroschur, ISBN 978-4-119252-56-7.
- Mr. Pete Ole Skullis. In Strapazin #104, München 2011.[6]
- Der Sonnenweg. In Orang 9 – Atlas. Comicanthologie, Reprodukt, Berlin 2011, 112 Seiten, schwarz-weiß und farbig, Softcover, ISBN 978-3-941099-78-4.
- Honey's Dead. In Orang X – Heavy Metal. Comicanthologie, Reprodukt, Berlin 2013, 172 Seiten, schwarz-weiß und farbig, Softcover, ISBN 978-3-943143-48-5.
- Le Parc. Na Editions, Marseille 2016, 112 Seiten, farbig, Hardcover, ISBN  978-2-36680012-8.[8]
- Performance. In Kultur & Gespenster #17, Textem Verlag, Hamburg 2016, 344 Seiten, farbig, ISBN 978-3-941613-96-6.
- Neigen Sie zum Weinen?. Ausgabe #39 in der Reihe Kontaktcenter, Hamburg 2017, 16 Seiten, schwarz-weiß und farbig[9][10]
- Und – was habta jetzt vor? Gezeichnete Träume. Räuberpresse, Hamburg 2019, 122 Seiten, schwarz-weiß und farbig.[11]

## Ausstellungen
- Neigen Sie zum Weinen? Ausstellung vom 15. März bis zum 4. Juli 2018 in der Kabinett Comic Passage Wien.[2]
- Und – was habta jetzt vor? Zine Release und Ausstellung vom 29. November bis zum 8. Dezember 2019 im MOM Art Space in Hamburg als Teil des Literaturfestivals Booky McBookface.[11][12]

## Auszeichnungen
2015 und 2020 war sie Finalistin beim Comicbuchpreis der Berthold Leibinger Stiftung.